# Villecresnes
Villecresnes település Franciaországban, Val-de-Marne megyében. Lakosainak száma 11 650 fő (2022. január 1.). Villecresnes Boissy-Saint-Léger, Brunoy, Yerres, Limeil-Brévannes, Mandres-les-Roses, Marolles-en-Brie és Santeny községekkel határos.

## Népesség
A település népessége az elmúlt években az alábbi módon változott:
| Lakosok száma | 9674 | 9684 | 9958 | 10 458 | 11 119 | 11 779 | 11 846 | 11 642 | 11 650 |
|               | 2013 | 2015 | 2016 | 2017   | 2018   | 2019   | 2020   | 2021   | 2022   |